# Pecteilis hawkesiana
Pecteilis hawkesiana là một loài thực vật có hoa trong họ Lan. Loài này được (King & Pantl.) C.S.Kumar mô tả khoa học đầu tiên năm 2002.

## Hình ảnh

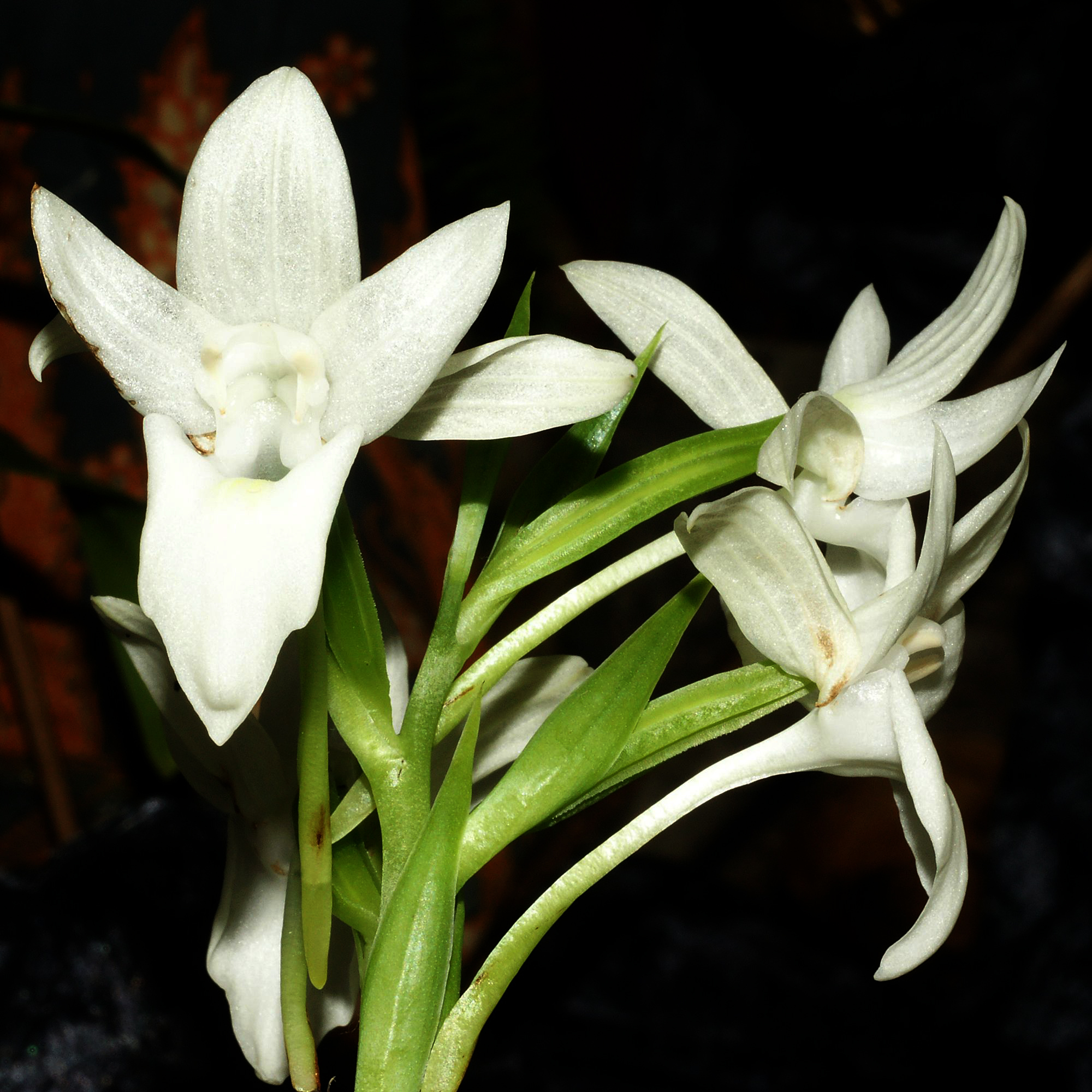
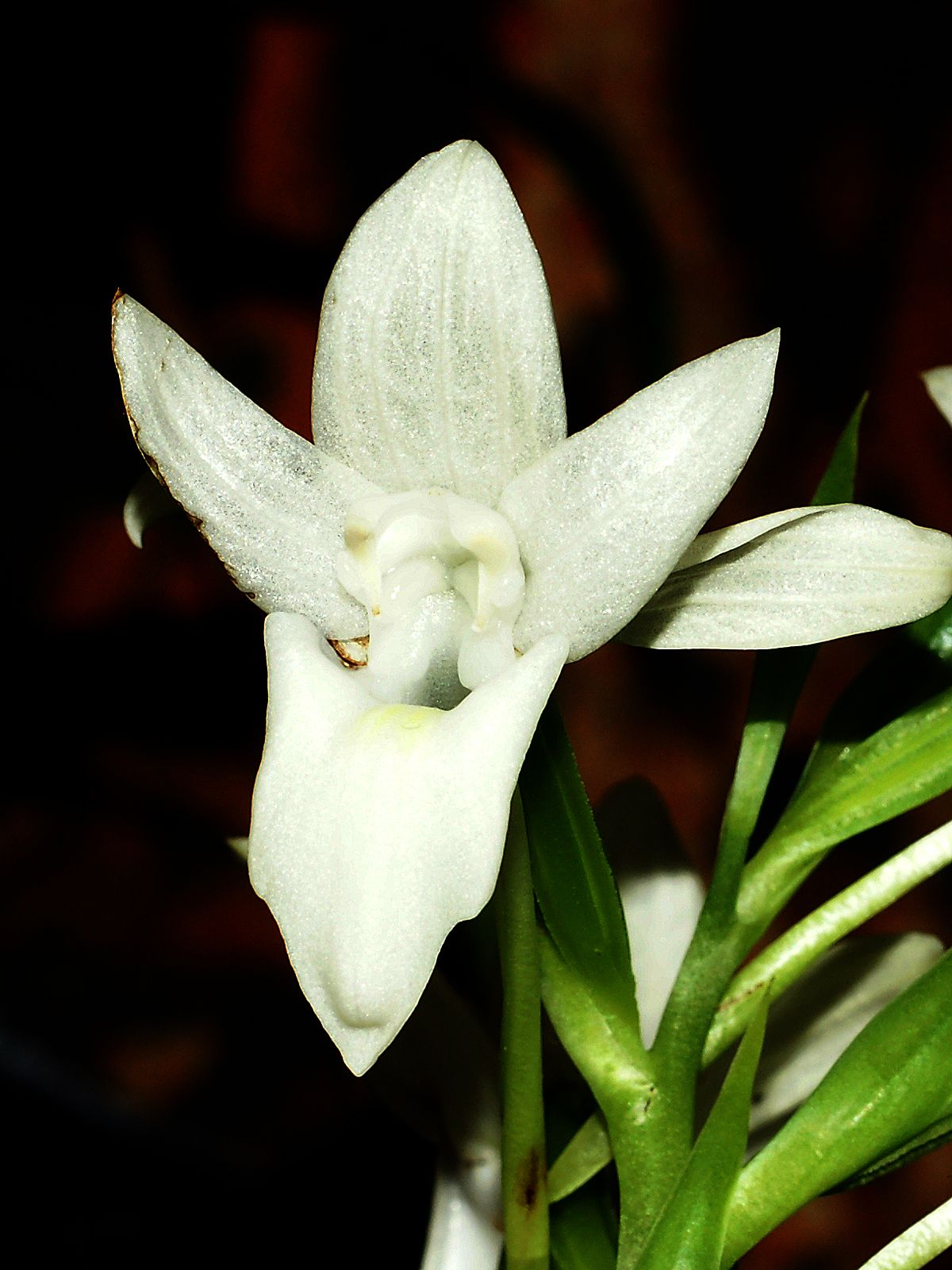
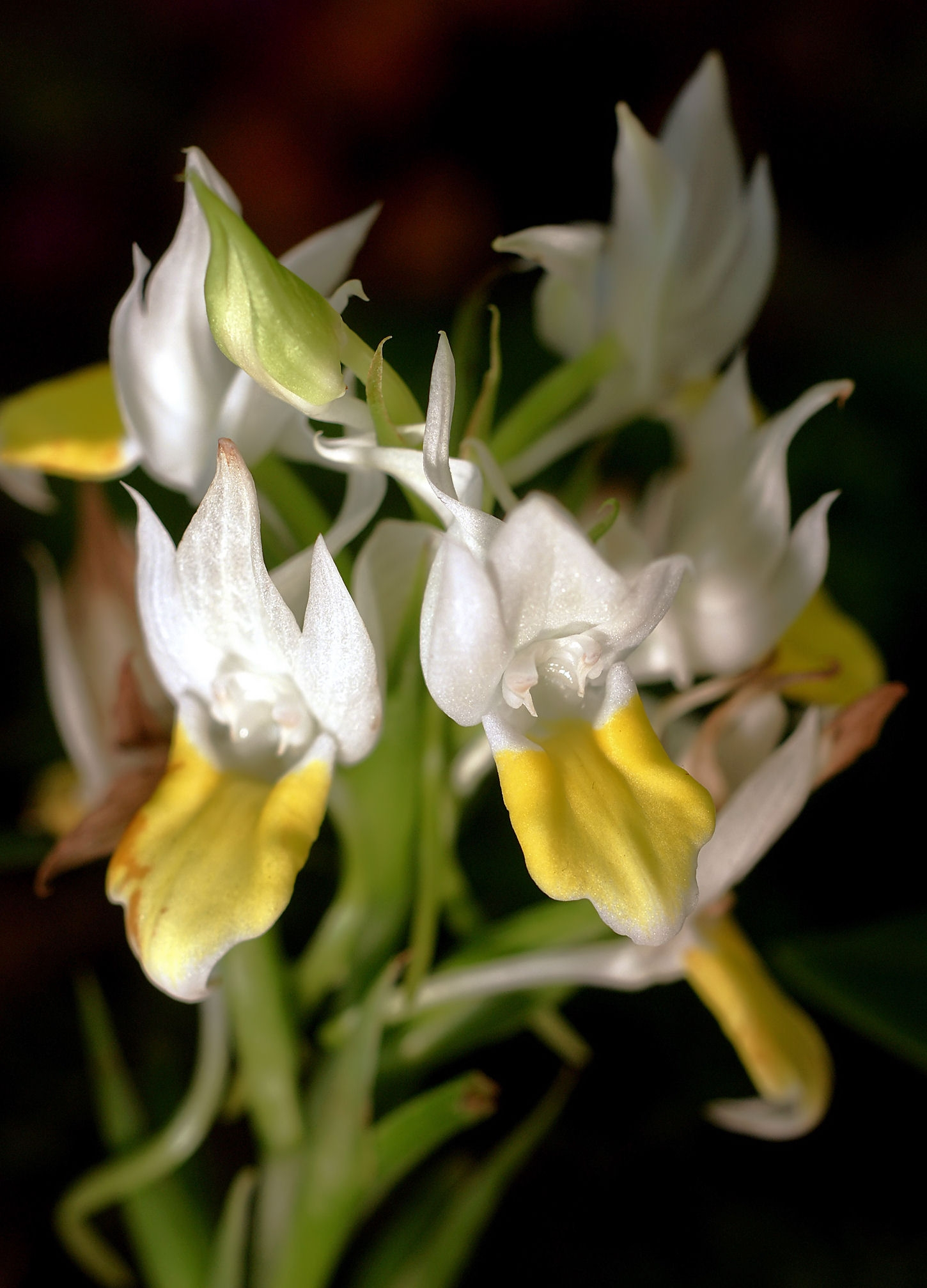
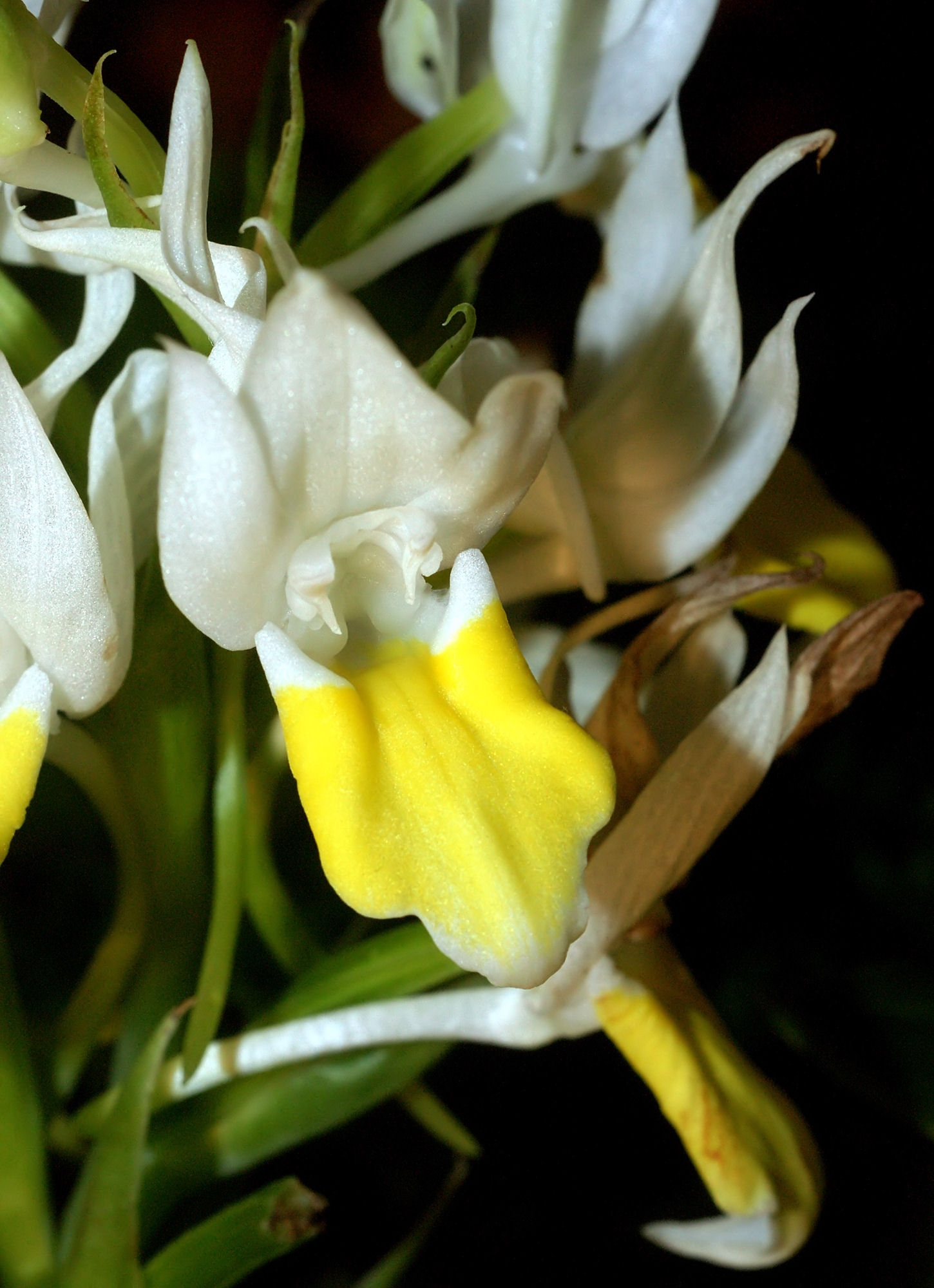